# Карнин, Даниел
Даниел Карнин (порт.-браз. Daniel Borges Cargnin; род. 20 декабря 1997, Порту-Алегри) — бразильский дзюдоист, двукратный бронзовый призёр Олимпийских игр, двукратный призёр чемпионатов мира, трёхкратный призёр Панамериканских игр, 4-кратный победитель Панамериканских чемпионатов. Выступает в полулёгкой (до 66 кг) и лёгкой (до 73 кг) весовых категориях.

## Биография
Родился в 1997 году в Порту-Алегри в Бразилии.
Карнин борется в полулегкой весовой категории до 66 килограммов с 2015 года. В 2015 году стал бронзовым призёром чемпионата мира среди юниоров. В 2017 году вышел в финал Панамериканского чемпионата, где проиграл кубинцу Осниэлю Солису. Два месяца спустя Карнин выиграл чемпионат Панамерики до 21 года. В октябре 2017 года он выиграл чемпионат мира среди юниоров в Загребе.
В 2018 году, как и годом ранее, он выиграл серебряную медаль, уступив опять кубинцу Осниэлю Солису на чемпионате Панамерики. На чемпионате мира 2018 года в Баку он проиграл в четвертьфинале израильтянину Талю Фликеру.
В апреле на Панамериканском чемпионате в Перу стал победителем. В финале Панамериканских игр 2019 года в Лиме он проиграл Вандеру Матео из Доминиканской республики и завоевал серебро турнира. В октябре 2019 года Карнин выиграл турнир Большого шлема в Бразилиа, одержав уверенную победу над итальянцем Мануэлем Ломбардо.
Во второй игровой день на летних Олимпийских играх в Токио, в весовой категории до 66 кг, Даниэль завоевал бронзовую медаль, победив в поединке за третье место израильтянина Баруха Шмаилова.
В июне 2025 года на чемпионате мира в Будапеште в весовой категории до 73 кг завоевал серебряную медаль. В схватке за титул уступил сопернику из Франции Жоану-Бенжамену Габа.